# Black Earth (thị trấn), Wisconsin
Black Earth là một thị trấn thuộc quận Dane, tiểu bang Wisconsin, Hoa Kỳ. Năm 2010, dân số của thị trấn này là 478 người.